# Molly Price
Molly Evan Price es una actriz estadounidense. Es conocida por su papel de Faith Yokas en la serie dramática de NBC Third Watch (1999-2005). Price también ha aparecido en papeles recurrentes y como estrella invitada en muchos otros dramas televisivos y coprotagonizó varias películas, incluidas Sweet and lowdown (1999), Chasing Sleep (2000) y Not Fade Away (2012).

## Primeros años y educación
Price nació en North Plainfield, Nueva Jersey y se graduó de North Plainfield High School en 1984. Es graduada de la Universidad Rutgers.

## Vida personal
Price está casado con el bombero del Departamento de Bomberos de la Ciudad de Nueva York, Derek Kelly.

## Carrera
Price hizo su debut televisivo apareciendo en un episodio de 1991 del drama de NBC Law & Order. Más tarde tuvo tres papeles invitados más en Law & Order, interpretando personajes diferentes.
De 1995 a 1996, fue miembro habitual del elenco de la breve comedia de CBS Bless This House, protagonizada por Andrew Dice Clay y Cathy Moriarty. En el cine, tuvo papeles secundarios en Jersey Girl (1992), protagonizada por Jami Gertz y Dylan McDermott, Kiss Me, Guido (1997), Pushing Tin (1999), Sweet and lowdown (1999), Random Hearts (1999) y Chasing Sleep (2000) junto a Jeff Daniels.
En 1999, Price fue elegida como la oficial de policía (y más tarde, la detective) Faith Yokas en la serie de drama criminal de NBC Third Watch, que protagonizó de 1999 a 2005. Su esposo fue una estrella invitada recurrente en Third Watch como bombero del Departamento de Bomberos de la Ciudad de Nueva York, y ella describió sus experiencias como esposa de un bombero durante el episodio especial del programa sobre el 11 de septiembre, titulado "In Their Own Words". También apareció en dos episodios de Sex and the City como Susan Sharon, la amiga de Carrie Bradshaw, en 1999 y 2002, y repitió el papel en un episodio del reinicio And Just Like That..., en 2021. Después de Third Watch, Price protagonizó el breve reinicio de 2007 de la serie Bionic Woman de la década de 1970 de NBC, interpretando a Ruth Treadwell.
Price ha aparecido en varios dramas de televisión interpretando papeles de estrella invitada, incluidos Studio 60 on the Sunset Strip, Sin rastro como la hermana de la agente Samantha Spade, ER, El mentalista, Private Practice, Nip/Tuck, Body of Proof, Person of Interest, Shameless, Elementary, The Good Wife y Law & Order: Special Victims Unit. De 2014 a 2015, Price tuvo un papel recurrente en la serie dramática de Cinemax The Knick, como Effie Barrow. En 2015, coprotagonizó la breve comedia dramática de Showtime Happyish. En el cine, Price interpretó a la madre de Uma Thurman en The Life Before Her Eyes (2007) y coprotagonizó What Goes Up (2009), How Do You Know (2010), The Good Doctor (2011) y Not Fade Away (2012). En 2017, apareció en el drama de FX Feud como Harriet Foster, la esposa de Robert Aldrich. En 2017, interpretó a la abogada defensora penal de Eric O'Bannon (Jamie McShane) en la temporada 3 de la serie dramática original de Netflix, Bloodline.

## Filmografía

### Cine
| Año  | Título                   | Papel            | Notas |
| ---- | ------------------------ | ---------------- | ----- |
| 1992 | Jersey Girl              | Cookie           |       |
| 1993 | At Risk                  | Nikki            |       |
| 1997 | Ties to Rachel           | Leah             |       |
| 1997 | Kiss Me, Guido           | Meryl            |       |
| 1999 | Pushing Tin              | Crystal Plotkin  |       |
| 1999 | Sweet and lowdown        | Ann              |       |
| 1999 | Random Hearts            | Alice Beaufort   |       |
| 2000 | Chasing Sleep            | Susie            |       |
| 2001 | The Sleepy Time Gal      | Colega de Rebeca |       |
| 2001 | Just Visiting            | Maestra          |       |
| 2007 | The Life Before Her Eyes | Madre de Diana   |       |
| 2009 | What Goes Up             | Donna Arbetter   |       |
| 2010 | How Do You Know          | Sally            |       |
| 2012 | Not Fade Away            | Antoinette       |       |
| 2013 | The Devil You Know       | Edie Fontaine    |       |
| 2014 | God's Pocket             | Joanie           |       |

### Televisión
| Año       | Título                            | Papel                                                                        | Notas                              |
| --------- | --------------------------------- | ---------------------------------------------------------------------------- | ---------------------------------- |
| 1991–2006 | Law & Order                       | Amy Newhouse / Nancy Jones / Oficial de intendencia Stroud / Allison Ashburn | 4 episodios                        |
| 1994      | The Counterfeit Contessa          | Margo                                                                        | Película de televisión             |
| 1995      | The Shamrock Conspiracy           | Desconocido                                                                  | Película de televisión             |
| 1995      | Bless This House                  | Phyllis                                                                      | Personaje regular (13 episodios)   |
| 1997      | Dellaventura                      | Natalie Webb                                                                 | "The Biggest Miracle"              |
| 1998      | Saint Maybe                       | Clara                                                                        | TV Movie                           |
| 1999      | Trinity                           | Desconocido                                                                  | "Having Trouble with the Language" |
| 1999–2002 | Sex and the City                  | Susan Sharon                                                                 | 2 episodios                        |
| 1999–2005 | Third Watch                       | Faith Yokas                                                                  | series regular (131 episodes)      |
| 2002      | ER                                | Faith Yokas                                                                  | "Brothers and Sisters"             |
| 2005      | Medical Investigation             | Faith Yokas                                                                  | "Half Life"                        |
| 2007      | Studio 60 on the Sunset Strip     | Nona Pruitt                                                                  | "The Harriet Dinner: Part II"      |
| 2007      | Sin rastro                        | Emily Reynolds                                                               | 2 episodios                        |
| 2007      | La mujer biónica                  | Ruth Truewell                                                                | 9 episodios                        |
| 2008      | ER                                | Sra. O'Rallon                                                                | "Parental Guidance"                |
| 2009      | Eleventh Hour                     | Dr. Elizabeth Hansen                                                         | "Electro"                          |
| 2009      | Lie to Me                         | Subdirector Messeler                                                         | "Sacrifice"                        |
| 2009      | El mentalista                     | Felicia Guthrie                                                              | "Red Menace"                       |
| 2010      | Private Practice                  | Andrea                                                                       | "Another Second Chance"            |
| 2010      | Nip/Tuck                          | Dahlia Mark                                                                  | "Dr. Griffin"                      |
| 2011      | Body of Proof                     | Jen Russell                                                                  | "All in the Family"                |
| 2011      | Person of Interest                | Elizabeth Whitaker                                                           | "Ghosts"                           |
| 2012      | Shameless                         | Dottie Corones                                                               | 2 episodios                        |
| 2012      | Blue Bloods                       | Hollie Rivano                                                                | "The Job"                          |
| 2012      | Elementary                        | Donna Kaplan                                                                 | "The Rat Race"                     |
| 2013      | Deception                         | Desconocido                                                                  | 2 episodios                        |
| 2013      | The Good Wife                     | Lena Cesca                                                                   | "Everything Is Ending"             |
| 2013      | White Collar                      | Desconocido                                                                  | "At What Price"                    |
| 2014      | Irreversible                      | Rose                                                                         | Película de televisión             |
| 2014–2015 | The Knick                         | Effie Barrow                                                                 | 8 episodios                        |
| 2015      | Law & Order: Special Victims Unit | Donna Marshall                                                               | "Parole Violations"                |
| 2015      | The Slap                          | Fona                                                                         | 2 episodios                        |
| 2015      | Happyish                          | Bella                                                                        | 6 episodios                        |
| 2016      | The Blacklist                     | Mariana Vacarro                                                              | "Alistair Pitt (No. 103)"          |
| 2016      | Madam Secretary                   | Mimi Jacobs                                                                  | "Hijriyyah"                        |
| 2016      | Bates Motel                       | Detective Chambers                                                           | "Norman"                           |
| 2017      | Feud                              | Harriet Aldrich                                                              | Miniserie (3 episodios)            |
| 2017      | The Path                          | Libby Dukan / Liby Dekaan                                                    | 4 episodios                        |
| 2017      | Bloodline                         | Mia                                                                          | 3 episodios                        |
| 2018      | American Crime Story              | Gerente de agencia de acompañantes                                           | "Ascent"                           |
| 2018      | The Good Cop                      | Captain                                                                      | 2 episodios                        |
| 2018–2019 | Queen America                     | Katie Ellis                                                                  | 9 episodios                        |
| 2019–2020 | Almost Family                     | Jueza                                                                        | 5 episodios                        |
| 2021      | And Just Like That...             | Susan Sharon                                                                 | "Little Black Dress"               |